# Abdullah Muhammad Shah II av Perak
Abdullah Muhammad Shah II av Perak, död 1922, var en malajisk monark. Han var regerande sultan av Perak i Malaysia mellan 1874 och 1877. 
Han låg bakom attentaten mot den brittiska residenten James W. W. Birch, vilket ledde till utbrottet av Perakkriget 1875-1876. Han avsattes och förvisades av britterna.